# Hans-Peter Scherrer
Hans-Peter Scherrer (* 20. November 1929 in Berlin; † 12. Juli 2017) war ein deutscher Verlagsmanager.

## Leben
Hans-Peter Scherrer trat 1949 in den Dienst des Axel Springer Verlags ein und  absolvierte eine Ausbildung als Verlagskaufmann. Er war unter anderem Geschäftsführer des Ullstein Verlages und zuletzt als Mitglied des Springer-Vorstandes zuständig für das Anzeigen- und Zeitschriftengeschäft des Konzerns. 1991 ging der Vertraute von Peter Tamm in Ruhestand; ihm folgte Günter Wille.
Scherrer engagierte sich für zahlreiche Sozialprojekte im Heiligen Land. 1981 wurde er von Kardinal-Großmeister Maximilien de Fürstenberg zum Ritter des Ritterordens vom Heiligen Grab zu Jerusalem ernannt und am 23. Mai 1981 im Augsburger Dom durch Bischof Franz Hengsbach, Großprior der deutschen Statthalterei, investiert. Er war zuletzt Komtur mit Stern (Großoffizier) des Päpstlichen Laienordens. Scherrer war seit 1950 Mitglied der Katholischen Studentenverbindung Bavaria Berlin im CV.
Er war seit 1956 verheiratet mit Elisabeth geb. Obst; aus der Ehe erwuchsen drei Mädchen und zwei Jungen.